# Melinae
Los melinos (Melinae) son una subfamilia de mamíferos de la familia Mustelidae. Se distribuyen por Eurasia.

## Géneros
Se reconocen los siguientes:
- Arctonyx
- Meles

Además, se conocen fósiles como Melodon.